# Élections générales espagnoles de 2023
Les élections générales espagnoles de 2023 (en espagnol : elecciones generales de España de 2023, désignées sous le numéronyme 23-J) se tiennent le 23 juillet 2023, afin d'élire les 350 députés et 208 des 266 sénateurs de la XVe législature des Cortes Generales.
L'issue du scrutin se révèle incertaine. Malgré une forte hausse, le Parti populaire (PP) mené par Alberto Núñez Feijóo ne parvient pas à décrocher la majorité absolue des sièges avec le soutien de son allié potentiel, Vox, qui subit quant à lui son premier recul. Le Parti socialiste ouvrier espagnol (PSOE) du président du gouvernement, Pedro Sánchez, crée la surprise en déjouant les sondages augurant une chute électorale, mais ne progresse que légèrement en sièges, tandis que son allié potentiel Sumar recule par rapport à son prédécesseur Unidas Podemos.
Dans leur ensemble, les partis ayant soutenu Pedro Sánchez sous la législature précédente perdent la majorité absolue. Cette situation place Ensemble pour la Catalogne, parti indépendantiste catalan, en position de faiseur de rois, mais sa réticence à assurer la stabilité gouvernementale de l'Espagne peut laisser entrevoir un blocage institutionnel conduisant à de nouvelles élections.
Peu après le scrutin, Alberto Núñez Feijóo puis Pedro Sánchez font savoir qu'ils chercheront tous les deux à former une majorité, une situation inédite depuis l'entrée en vigueur de la Constitution. Le roi Felipe VI propose initialement Feijóo comme candidat à l'investiture, mais il ne réunit que 172 voix sur 350 lors des deux votes successifs devant le Congrès, ayant principalement bénéficié du soutien de Vox. Sánchez est à son tour désigné candidat, et négocie la formation d'une majorité avec Sumar ainsi que les partis nationalistes périphériques et indépendantistes catalans, s'engageant notamment à faire voter une loi d'amnistie en faveur de ces derniers. Il obtient l'investiture le 16 novembre 116 jours après la tenue du scrutin.

## Contexte

### Gouvernement de coalition

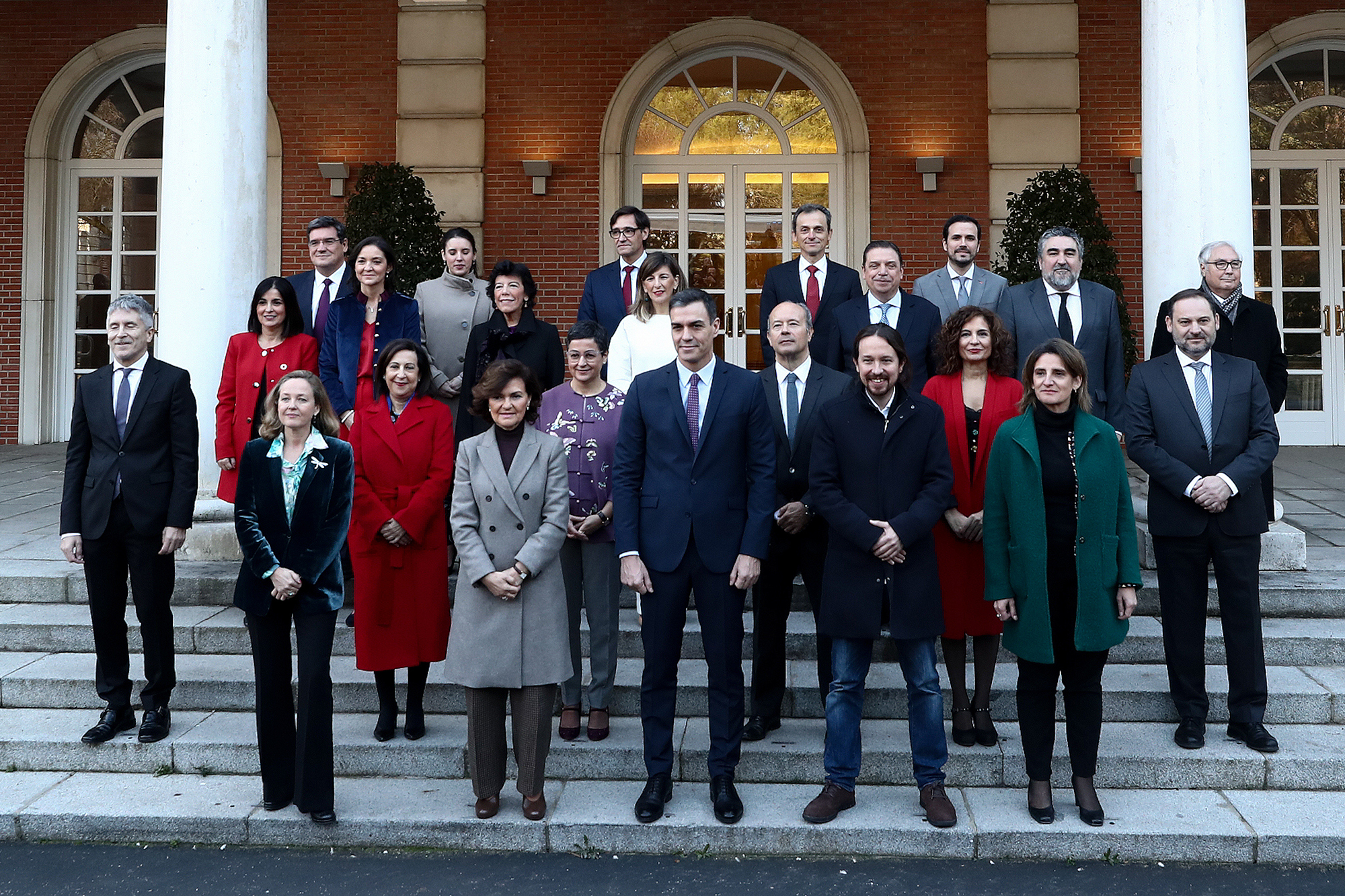
Photo du gouvernement le 14 janvier 2020.

À la suite des élections générales anticipées du 10 novembre 2019, le Parti socialiste ouvrier espagnol (PSOE) et Unidas Podemos s'entendent pour former un gouvernement de coalition sous la direction de Pedro Sánchez. Après avoir obtenu le ralliement ou l'abstention de plusieurs partis territoriaux, dont les indépendantistes catalans de la Gauche républicaine de Catalogne et basques d'Euskal Herria Bildu, Pedro Sánchez obtient l'investiture du Congrès des députés deux mois après le scrutin, au second tour et avec seulement deux voix d'avance au sein de l'hémicycle.
Dans la perspective des élections madrilènes de mai 2021, Pablo Iglesias démissionne du gouvernement pour se porter candidat au scrutin et cède à Yolanda Díaz la direction d'Unidas Podemos au sein de l'exécutif. En raison de son échec électoral, il renonce le 4 mai à la direction de Podemos, à laquelle lui succède Ione Belarra, sa successeure au gouvernement, cinq semaines plus tard.
À la suite du scrutin madrilène, le PSOE, en tête des intentions de vote depuis le début de la législature, se trouve devancé par le Parti populaire (PP), qui profite ainsi de la dynamique engendrée par sa victoire lors du scrutin territorial. Le 12 juillet suivant, Pedro Sánchez exécute un important remaniement ministériel touchant les ministres socialistes, relevant notamment ses deux plus proches, Carmen Calvo et José Luis Ábalos, ainsi que son directeur de cabinet Iván Redondo, au profit de cadres et de maires issus du PSOE,. Le 40e congrès socialiste, en octobre, est l'occasion d'un très fort renouvellement de la direction, bien que Sánchez conserve sa numéro deux, Adriana Lastra. Celle-ci démissionne après la défaite historique du PSOE aux élections andalouses du 19 juin 2022, officiellement pour raisons personnelles, et cède ses fonctions à la ministre des Finances, María Jesús Montero.

### Crises: pandémie de Covid-19 et inflation

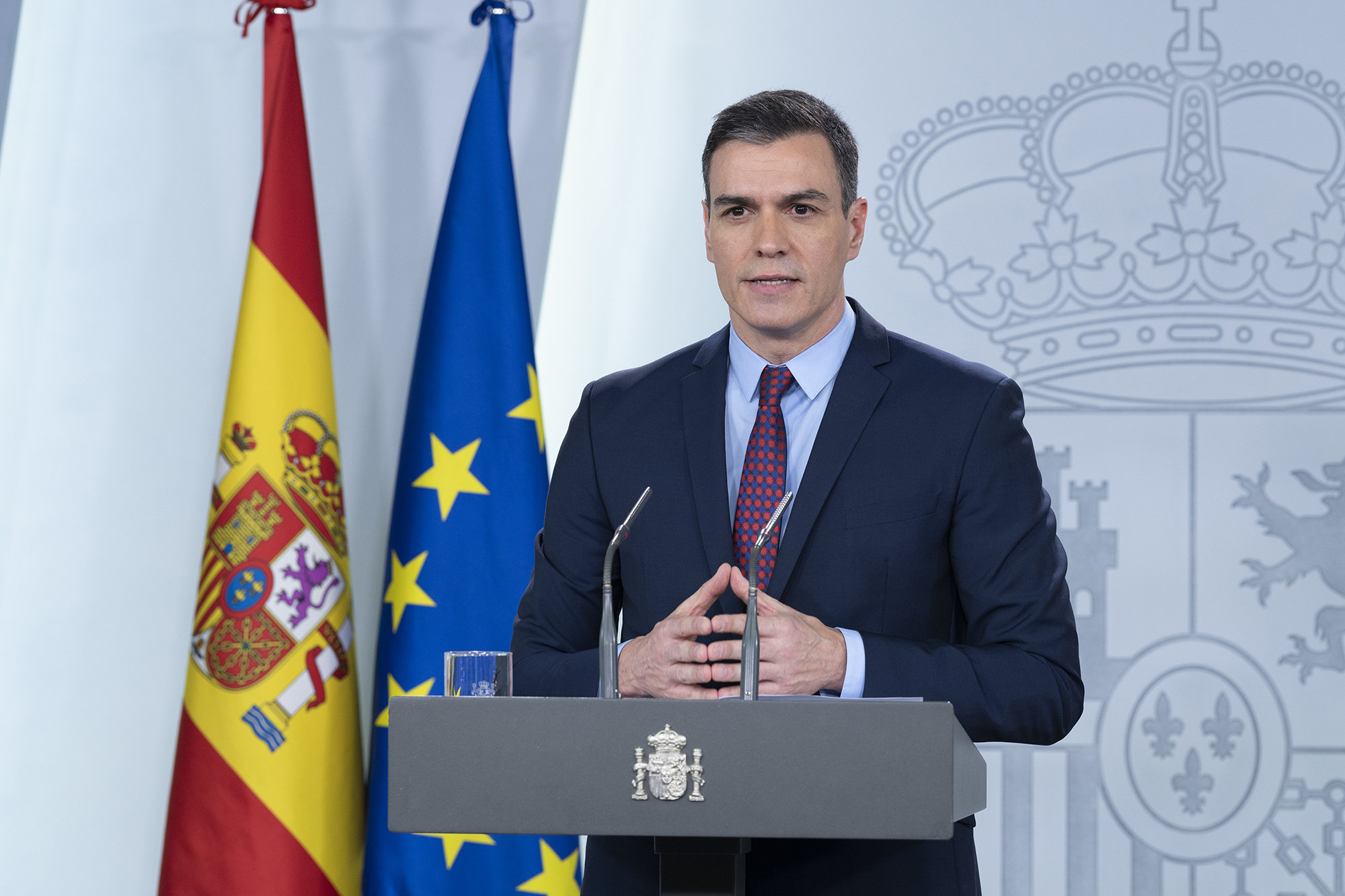
Pedro Sanchez déclarant l'état d'alerte.

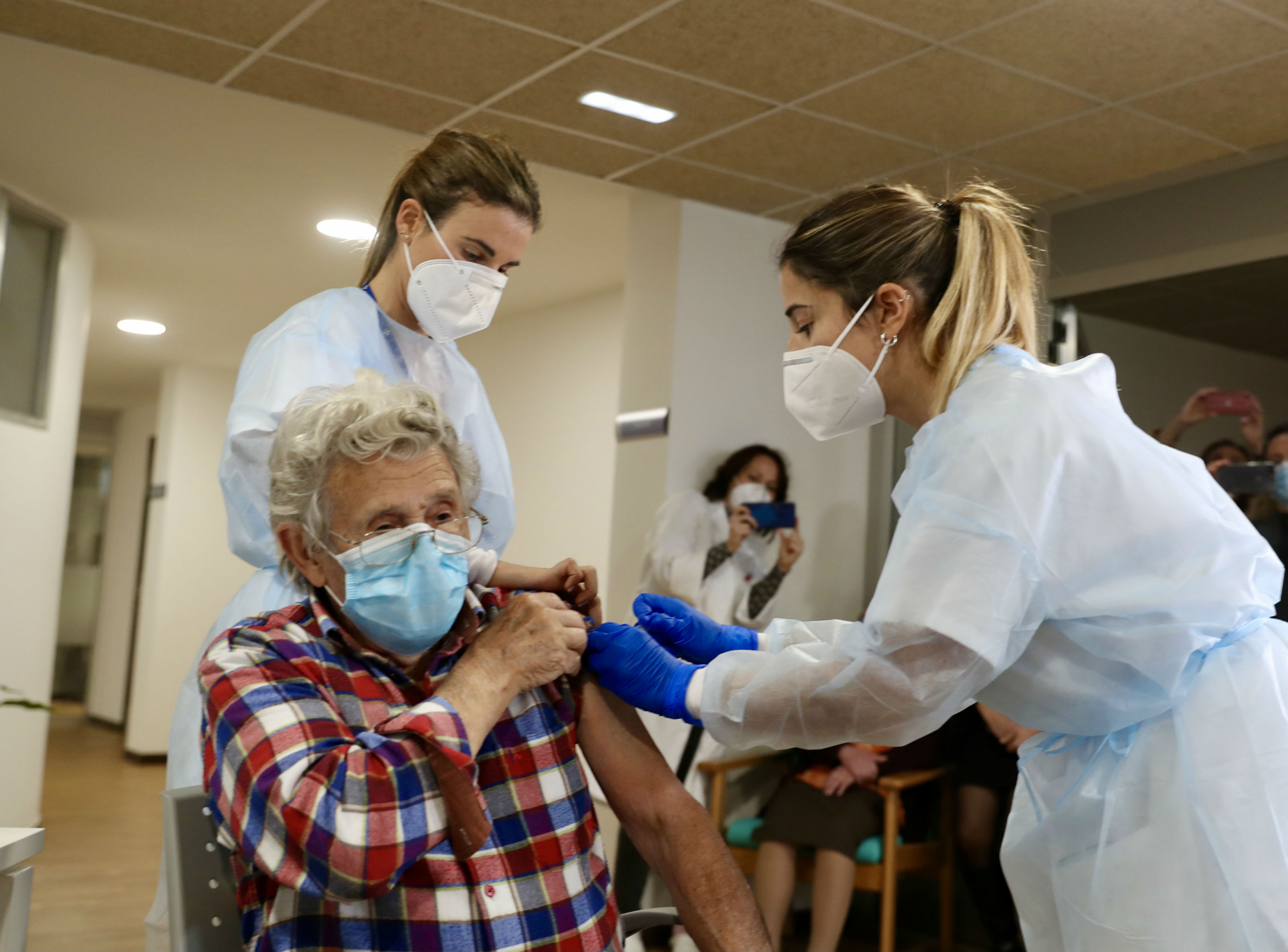
Début de la vaccination le 27 décembre 2020.

Le 14 mars 2020, pour faire face à la pandémie de Covid-19, le gouvernement proclame l'état d'alerte afin de disposer des compétences permettant d'ordonner le confinement général de la population. Il est formellement levé le 21 juin suivant, après une phase progressive de desserrement des restrictions dans les communautés autonomes. Face à une remontée du taux d'incidence, un nouvel état d'alerte est proclamé le 9 octobre 2020, qui prend fin le 9 mai 2021. Les deux mesures sont rétroactivement annulées par le Tribunal constitutionnel les 14 juillet et 27 octobre, considérant que les décisions adoptées étaient justifiées au regard de la situation sanitaire, mais que le gouvernement aurait dû recourir à l'instrument juridique de l'état d'urgence pour les mettre en place,. Plus de 100 000 Espagnols meurent du Covid entre mars 2020 et mars 2022.

### Crise au Parti populaire
Le Parti populaire (PP) réalise le 14 février 2021 la plus mauvaise performance électorale de son histoire en Catalogne, remportant aux élections parlementaires seulement trois députés sur 135 avec moins de 4 % des voix, ce qui en fait la dernière force politique en termes de représentation dans l'hémicycle. En réaction, le président, Pablo Casado, annonce la vente à venir du siège national, sis rue de Gênes, symbole des scandales de corruption qui ont affaibli le PP électoralement. À peine deux mois et demi plus tard, les élections madrilènes du 4 mai, convoquées par la présidente de la communauté de Madrid, Isabel Díaz Ayuso, sont un triomphe pour le PP, qui rate la majorité absolue de seulement quatre sièges à l'Assemblée de Madrid et totalise plus de parlementaires que toute la gauche après une campagne axée sur la défense de la « liberté » face aux restrictions d'activités et de déplacements décidées par le gouvernement dans le cadre de la crise sanitaire.
Au sein du parti, une guerre entre Pablo Casado et Isabel Díaz Ayuso, éclate peu après la contre-performance du PP aux élections du 13 février 2022 en Castille-et-León, le premier accusant la seconde de prise illégale d'intérêts dans un contrat de fourniture de matériel sanitaire pendant la pandémie de Covid-19 qui aurait profité au frère de la cheffe de l'exécutif madrilène,. Cette confrontation publique suit des tensions larvées depuis cinq mois concernant le contrôle de la fédération du parti à Madrid.
Ces désaccords profitent dans les sondages au parti d'extrême droite, Vox, qui surpasse le Parti populaire dans les enquêtes d'opinion. Au bout d'une semaine d'une tension grandissante, de la perte de la plupart de ses soutiens et sous la pression des dirigeants régionaux, Pablo Casado annonce le 24 février qu'il proposera la convocation extraordinaire du XXe congrès national et qu'il ne s'y représentera pas. Favori pour prendre la direction du parti, le président de la Junte de Galice, Alberto Núñez Feijóo, est désigné candidat à la présidence lors d'un vote direct des adhérents par 99,6 % des voix, puis élu chef du parti par 98,4 % des délégués au congrès.
Lors des élections andalouses du 19 juin 2022, le président sortant, Juanma Moreno, remporte un résultat historique en obtenant la majorité absolue des sièges, s'imposant dans les huit provinces et les vingt plus grandes villes de la communauté autonome, alors que le Parti socialiste obtient le pire score de son histoire dans ce territoire. À la suite de l'élection de son nouveau président puis de son succès électoral en Andalousie, le PP retrouve une forte dynamique dans les sondages, qui reçoit le surnom d'« effet Feijóo » et permet au parti de devancer le Parti socialiste de cinq à sept points d'intentions de vote à la rentrée de septembre 2022.

### Élections anticipées
Le 29 mai 2023, au lendemain de la défaite du Parti socialiste et d'Unidas Podemos aux élections municipales et régionales, Pedro Sánchez annonce que le Conseil des ministres prononcera le jour même la dissolution des Cortes Generales et la convocation anticipée des élections générales pour le 23 juillet.
Les élections devant initialement se dérouler, au plus tard, le 10 novembre 2023, et les Cortes Generales devant être dissoutes plusieurs semaines avant le scrutin, risquaient de remettre en cause la tenue de la prestation de serment de la princesse Leonor, héritère du trône d'Espagne, prévue par la Constitution le jour de son 18e anniversaire, soit le 31 octobre 2023. Après plusieurs mois de tergiversations quant à un possible report de la cérémonie, la convocation d'élections anticipées devrait finalement permettre à Leonor de prêter serment dans les conditions disposées par la Constitution.
Ces élections anticipées se tiennent néanmoins en pleine présidence espagnole du Conseil de l'Union européenne, ce qui suscite des incertitudes en cas d'alternance,.

## Mode de scrutin
L'Espagne dispose d'un parlement bicaméral : les Cortes Generales, composé d'une chambre basse, le Congrès des députés (Congreso de los Diputados), et d'une chambre haute, le Sénat (Senado). Les députés comme les sénateurs sont élus pour quatre ans,. Le scrutin pour leur renouvellement se tient 54 jours après la publication du décret de convocation des électeurs au Bulletin officiel de l'État (BOE), sauf dans le cas d'une répétition électorale : le délai de tenue du scrutin est réduit à 47 jours et la durée de la campagne officielle passe de 14 à sept jours.
Les précédentes élections générales ayant eu lieu le 10 novembre 2019, le mandat des Cortes Generales prendra fin le 10 novembre 2023. Le décret de convocation des élections générales doit donc être publié le 16 octobre, conduisant à la tenue du scrutin le dimanche 10 décembre 2023. Cet ensemble de dates s'applique uniquement si la législature est menée à son terme, le président du gouvernement disposant de la capacité de prononcer la dissolution anticipée des deux chambres.
Les principaux partis du pays s'entendent en 2022 pour faciliter le vote des 2,27 millions d'expatriés, rendu plus complexe en 2011 pour éviter les accusations de fraude, en adoptant une réforme de la loi électorale : les Espagnols de l'étranger recevront automatiquement l'ensemble de la documentation électorale, et n'auront donc plus à la demander aux autorités consulaires, pourront télécharger les bulletins de vote en ligne, et disposeront de sept jours — contre trois jusqu'à présent — pour voter physiquement dans leurs consulats.

### Pour le Congrès des députés

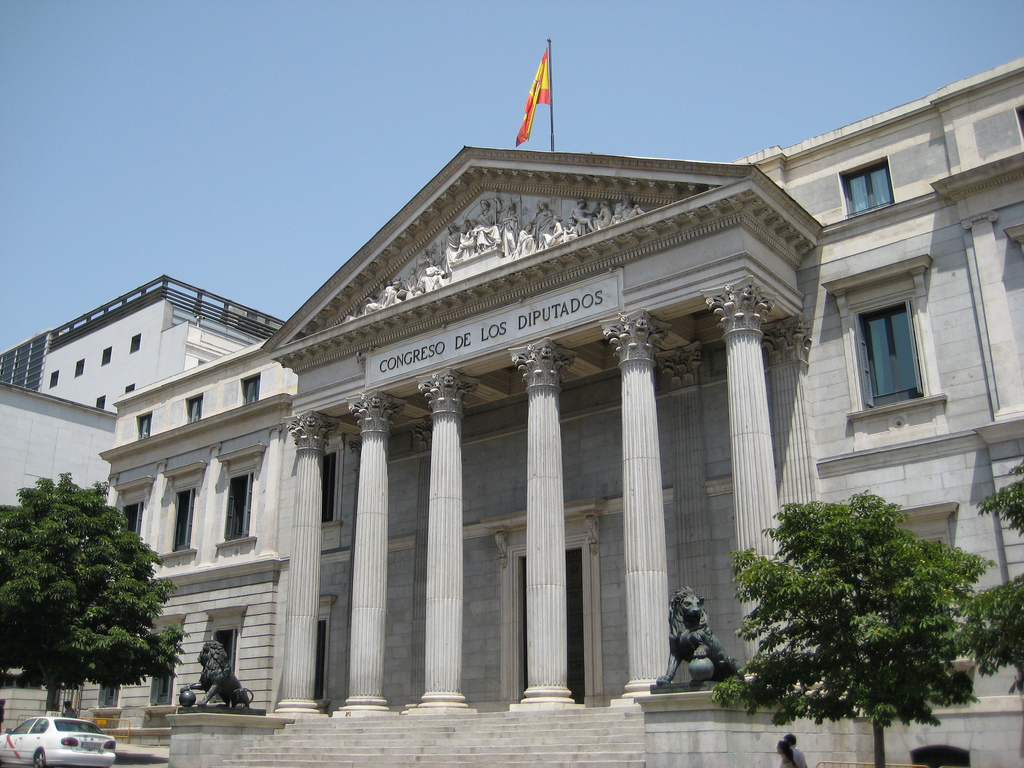
Le palais des Cortès, siège du Congrès des députés.

Le Congrès des députés est composé de 350 sièges pourvus au scrutin proportionnel plurinominal à listes fermées dans 52 circonscriptions correspondant aux 50 provinces du pays ainsi qu'aux villes autonomes de Ceuta et de Melilla. Le nombre de députés qui leur est alloué est variable en fonction de leur population, avec néanmoins un minimum de deux sièges par province, à l'exception des villes autonomes qui n'ont chacune en tout qu'un seul siège et pour laquelle les élections se tiennent donc de facto au scrutin uninominal majoritaire à un tour.
Après décompte des voix, les sièges sont répartis selon la méthode d'Hondt dans chacune des circonscriptions. Ne peuvent prétendre à la répartition des sièges que les listes ayant franchi le seuil électoral de 3 % des suffrages exprimés. Dans la pratique, ce seuil se révèle plus élevé dans les circonscriptions ayant peu de sièges à pourvoir. Il est ainsi en réalité de 25 % dans les provinces ne comptant que trois sièges. Le vote blanc est reconnu et comptabilisé comme suffrage exprimé, ce qui élève légèrement le seuil réel par rapport à un système classique où ils ne sont pas reconnus.
| Circonscriptions                                                                      | Députés | Carte                       |
| ------------------------------------------------------------------------------------- | ------- | --------------------------- |
| Madrid                                                                                | 37      | Carte des circonscriptions. |
| Barcelone                                                                             | 32      | Carte des circonscriptions. |
| Valence ( 1)                                                                          | 16      | Carte des circonscriptions. |
| Alicante et Séville                                                                   | 12      | Carte des circonscriptions. |
| Málaga                                                                                | 11      | Carte des circonscriptions. |
| Murcie                                                                                | 10      | Carte des circonscriptions. |
| Cadix                                                                                 | 9       | Carte des circonscriptions. |
| Îles Baléares, La Corogne, Las Palmas et Biscaye                                      | 8       | Carte des circonscriptions. |
| Asturies, Grenade, Pontevedra, Santa Cruz de Tenerife et Saragosse                    | 7       | Carte des circonscriptions. |
| Almería, Cordoue, Gérone, Guipuscoa, Tarragone et Tolède                              | 6       | Carte des circonscriptions. |
| Badajoz ( 1), Cantabrie, Castellón, Ciudad Real, Huelva, Jaén, Navarre et Valladolid  | 5       | Carte des circonscriptions. |
| Álava, Albacete, Burgos, Cáceres, León, Lérida, Lugo, Ourense, La Rioja et Salamanque | 4       | Carte des circonscriptions. |
| Ávila, Cuenca, Guadalajara, Huesca, Palencia, Ségovie, Teruel et Zamora               | 3       | Carte des circonscriptions. |
| Soria                                                                                 | 2       | Carte des circonscriptions. |
| Ceuta et Melilla                                                                      | 1       | Carte des circonscriptions. |

### Pour le Sénat

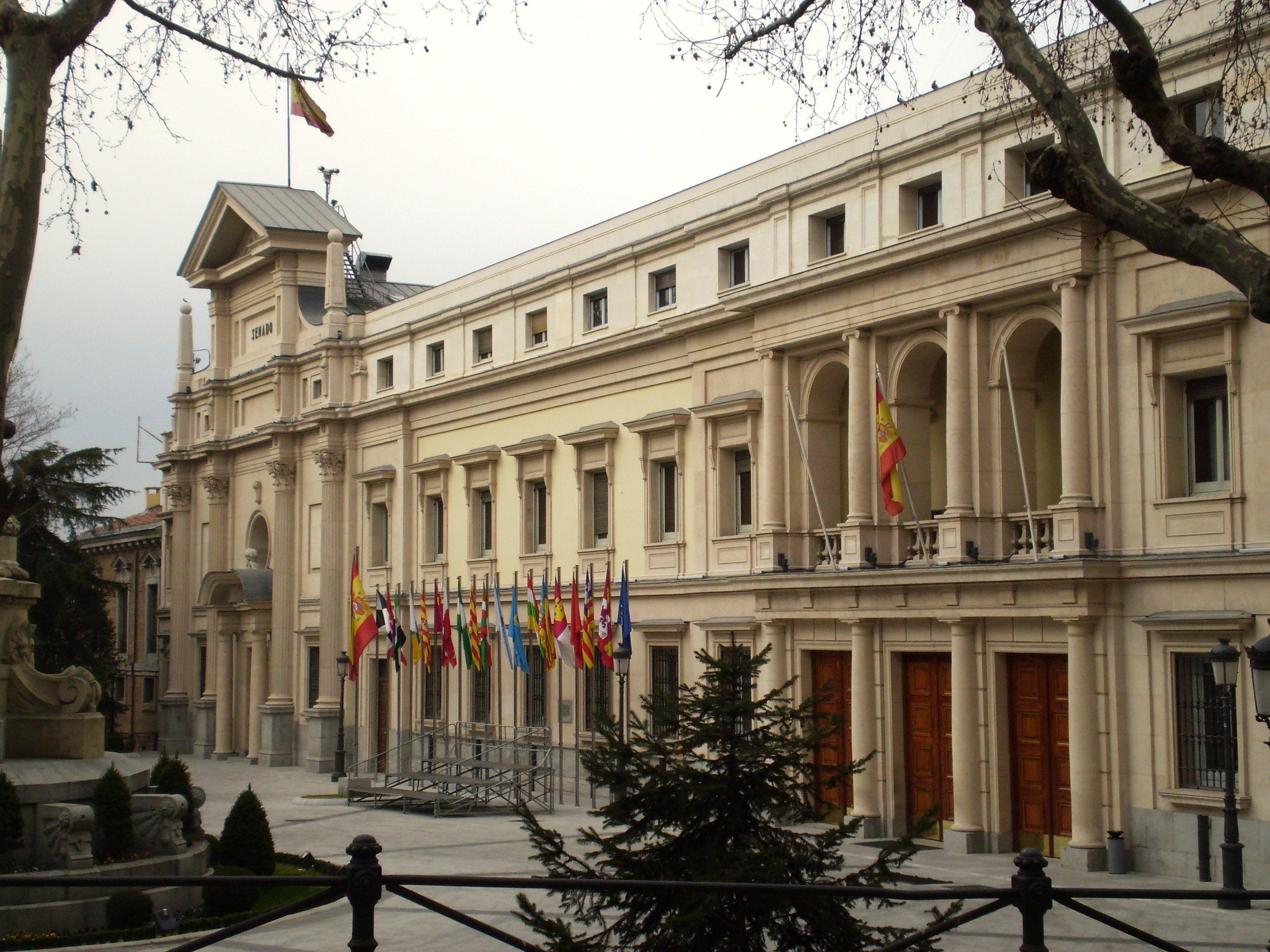
Le palais du Sénat, siège du Sénat.

Le Sénat est composé de 266 sénateurs dont 208 élus au scrutin direct, les 58 restants étant élus par les parlements des 17 communautés autonomes.
Les sénateurs élus par la population le sont au scrutin majoritaire plurinominal dans 59 circonscriptions plurinominales correspondant aux provinces du pays et à Ceuta et Melilla, à l'exception des deux communautés autonomes archipélagiques. Les principales îles des archipels des Baléares et des Canaries sont en effet dotées de leurs propres circonscriptions. Il y a ainsi quatre sénateurs pour chacune des 47 provinces de la péninsule, trois sénateurs pour les îles de Grande Canarie, Majorque et Tenerife, deux sénateurs respectivement pour Ceuta et Melilla, et un sénateur pour les îles de Minorque, Fuerteventura, La Gomera, Ibiza-Formentera, El Hierro, Lanzarote, et La Palma. En fonction de la circonscription, chaque électeur peut voter pour plusieurs candidats : trois dans les circonscriptions provinciales, deux dans les îles à trois sièges et un seul dans les circonscriptions à un et deux sièges.
Les assemblées législatives des communautés autonomes désignent aussi des sénateurs, à raison d'un de droit par communauté, plus un siège supplémentaire par tranche d'un million d'habitants. Le nombre est de ce fait variable en fonction de l'évolution démographique. Il était de 57 en juin 2019. Ces élections indirectes ont lieu pour chaque assemblée communautaire peu après leurs renouvellements, et ne coïncident donc pas nécessairement avec les élections au scrutin populaire.

### Investiture du président du gouvernement
Les élections sont suivies du vote d'investiture du président du gouvernement. Le roi d'Espagne, après avoir consulté les représentants des partis politiques ayant obtenu une représentation parlementaire, propose un candidat. Le roi choisi le plus souvent le dirigeant du parti ou de la coalition arrivée en tête, mais aucune disposition légale ne l'y oblige. Pedro Sánchez avait ainsi vu sa candidature proposée par le monarque en février 2016, malgré la deuxième place obtenue à l'époque par le Parti socialiste ouvrier espagnol,.
Le candidat désigné expose le programme politique du gouvernement qu'il entend former devant le Congrès des députés, puis sollicite sa confiance. Si l'assemblée, par un vote à la majorité absolue de ses membres, lui accorde cette confiance, le monarque le nomme président du gouvernement. Dans le cas contraire, le candidat se soumet, quarante-huit heures plus tard, à un nouveau vote de confiance, où la majorité simple est cette fois suffisante. Le dirigeant d'un parti ou d'une coalition ne disposant pas de la majorité absolue peut dans ce cas obtenir l'investiture en négociant l'abstention d'un nombre suffisant de députés. En cas d'échec du candidat, la procédure est recommencée. Toutefois, si aucune investiture ne survient dans un délai de deux mois à compter de la tenue du premier vote d'investiture, le roi doit prononcer la dissolution du Congrès des députés et convoquer de nouvelles élections,. La campagne électorale étant réduite d'une semaine dans cette configuration depuis une réforme de 2016, le scrutin se tient 47 jours après la dissolution des Cortes.

## Campagne

### Principales forces politiques
| Force politique | Force politique                                                                        | Force politique  | Chef de file                            | Idéologie                                                                               | Résultats en avril 2019                   |
| --------------- | -------------------------------------------------------------------------------------- | ---------------- | --------------------------------------- | --------------------------------------------------------------------------------------- | ----------------------------------------- |
|                 | Parti socialiste ouvrier espagnol (es) Partido Socialista Obrero Español               | PSOE             | Pedro Sánchez Président du gouvernement | Centre gauche Social-démocratie, progressisme                                           | 28,00 % des voix 120 députés 93 sénateurs |
|                 | Parti populaire (es) Partido Popular                                                   | PP               | Alberto Núñez Feijóo Sénateur de Galice | Centre droit à droite Libéral-conservatisme, démocratie chrétienne                      | 20,81 % des voix 89 députés 84 sénateurs  |
|                 | Vox                                                                                    | Vox              | Santiago Abascal Député de Madrid       | Extrême droite Néo-franquisme, centralisme, ultranationalisme                           | 15,08 % des voix 52 députés 2 sénateurs   |
|                 | Sumar Rassembler                                                                       | Sumar Rassembler | Yolanda Díaz Ministre du Travail        | Gauche Progressisme, politique écologique, féminisme                                    | 15,35 % des voix 38 députés 0 sénateur    |
|                 | Gauche républicaine de Catalogne (ca) Esquerra Republicana de Catalunya                | ERC              | Gabriel Rufián Député de Barcelone      | Centre gauche à gauche Socialisme démocratique, indépendantisme catalan, républicanisme | 3,63 % des voix 13 députés 11 sénateurs   |
|                 | Junts Ensemble                                                                         | Junts Ensemble   | Míriam Nogueras Députée de Barcelone    | Centre droit à droite Libéralisme, indépendantisme catalan, républicanisme              | 2,19 % des voix 8 députés 3 sénateurs     |
|                 | Parti démocrate européen catalan Partit Demòcrata Europeu Català                       | PDeCAT           | Roger Montañola                         | Centre droit Libéral-conservatisme, indépendantisme, républicanisme                     | 2,19 % des voix 8 députés 3 sénateurs     |
|                 | Parti nationaliste basque (es) Partido Nacionalista Vasco (eu) Euzko Alderdi Jeltzalea | EAJ-PNV          | Aitor Esteban Député de Biscaye         | Centre Nationalisme basque, démocratie chrétienne, régionalisme                         | 1,56 % des voix 6 députés 9 sénateurs     |
|                 | Euskal Herria Bildu Réunir le Pays basque                                              | Bildu            | Mertxe Aizpurua Députée de Guipuscoa    | Gauche Gauche abertzale, socialisme, indépendantisme                                    | 1,14 % des voix 5 députés 1 sénateur      |

### Sondages
Le graphique ci-dessous est une synthèse des résultats des sondages réalisés depuis les élections du 10 novembre 2019. La largeur du graphique correspond à la durée théorique du mandat de quatre ans de la législature issue de ces élections. La publication de sondages électoraux est interdite en Espagne quelques jours avant le scrutin.

Graphique représentant les résultats des sondages depuis les élections générales de novembre 2019.

- PP
- PSOE
- Vox
- Sumar
- ERC
- Junts
- PNV
- EH Bildu

### Principaux événements
Si 80 à 90 % de la population espagnole s'accorde à dire que le réchauffement climatique est un problème, cette préoccupation ne se reflète pas dans la campagne électorale, où les questions environnementales se révèlent très peu présentes,. Le Parti populaire ne présente aucun objectif climatique dans son programme et est jugé susceptible de ralentir au contraire la transition énergétique, tandis que Vox nie le réchauffement climatique et va jusqu'à appeler à abandonner l’accord de Paris et à suspendre toutes les normes climatiques « imposées par les élites globalistes »,. La gauche ne fait pas non plus de la protection de l'environnement une priorité, à l'exception de la coalition Sumar, qui cherche à se présenter comme la plus ambitieuse en la matière.

## Résultats

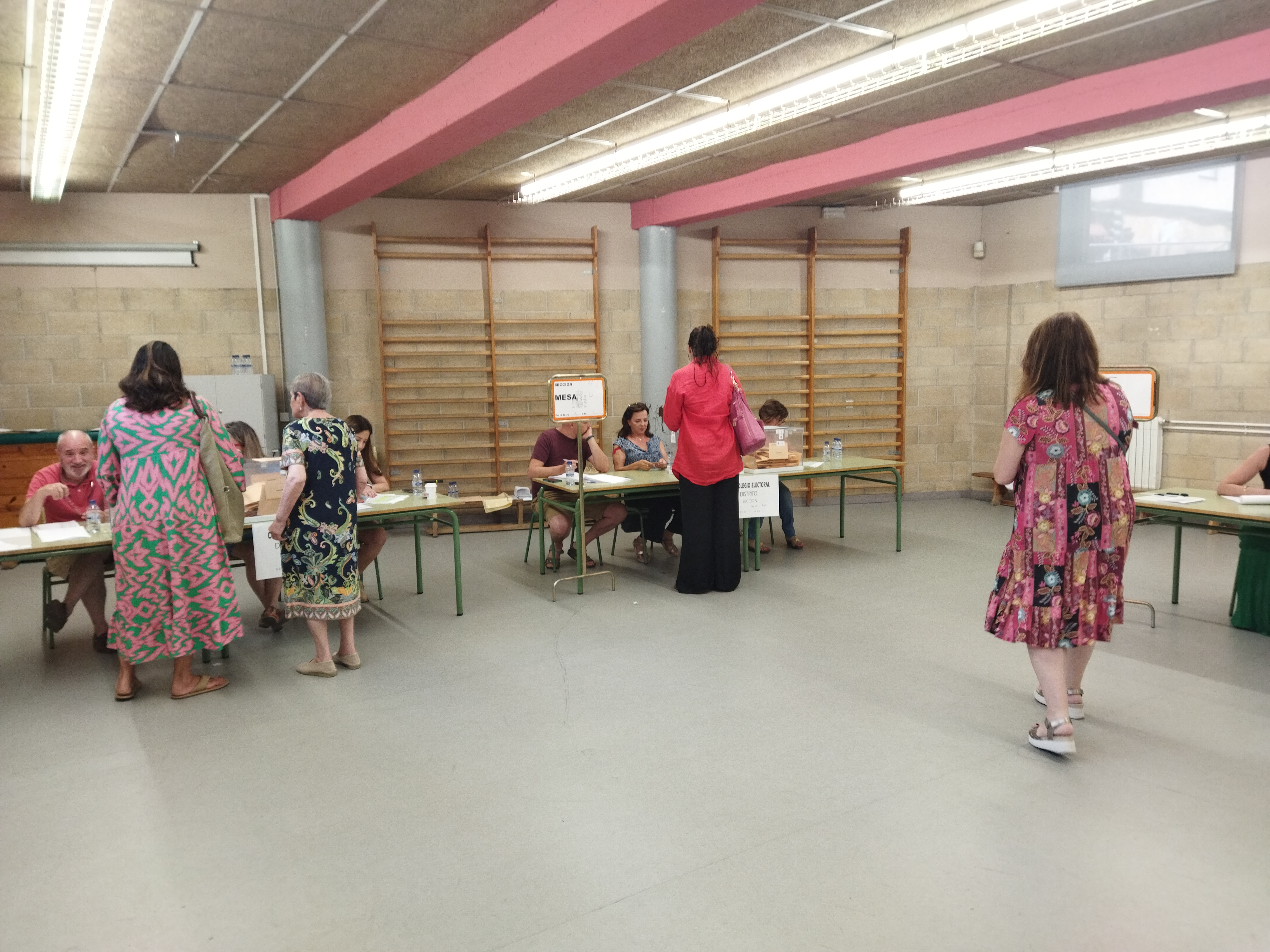
Bureau de vote à Valladolid

### Participation
| Horaire     | 2019    | 2023    | Différence |
| ----------- | ------- | ------- | ---------- |
| à 14 heures | 37,92 % | 40,48 % | 2,56       |
| à 18 heures | 56,85 % | 53,13 % | 3,72       |
| à 20 heures | 69,87 % | 70,40 % | 0,53       |
| Final       | 66,23 % | 66,59 % | 0,36       |

### Congrès des députés
|                                         |                                                              |                                                              |            |       |               |               |               |
| Parti ou coalition                      | Parti ou coalition                                           | Parti ou coalition                                           | Voix       | %     | +/-           | Sièges        | +/-           |
|                                         | Parti populaire (PP)                                         | Parti populaire (PP)                                         | 8 160 837  | 33,06 | 12,25         | 137           | 49            |
|                                         |                                                              | Parti socialiste ouvrier espagnol (PSOE)                     | 6 600 383  | 26,73 | 2,01          | 102           | 6             |
|                                         | Parti des socialistes de Catalogne (PSC)                     | 1 221 335                                                    | 4,95       | 1,67  | 19            | 7             |               |
| Total Parti socialiste ouvrier espagnol | Total Parti socialiste ouvrier espagnol                      | 7 821 718                                                    | 31,68      | 3,68  | 121           | 1             |               |
|                                         | Vox                                                          | Vox                                                          | 3 057 000  | 12,38 | 2,70          | 33            | 19            |
|                                         |                                                              | Sumar                                                        | 2 061 069  | 8,35  | 3,93          | 19            | 11            |
|                                         | Sumar-En Comú Podem                                          | 497 617                                                      | 2,02       | 0,24  | 7             | en stagnation |               |
|                                         | Sumem per Guanyar (Sumar-Compromís)                          | 402 813                                                      | 1,63       | 0,90  | 4             | 3             |               |
|                                         | Sumar Més (Sumar-MÉS-MpM)                                    | 83 497                                                       | 0,34       | 0,26  | 1             | 1             |               |
| Total Sumar                             | Total Sumar                                                  | 3 044 996                                                    | 12,33      | 3,02  | 31            | 7             |               |
|                                         | Gauche républicaine de Catalogne (ERC)                       | Gauche républicaine de Catalogne (ERC)                       | 466 020    | 1,89  | 1,74          | 7             | 6             |
|                                         | Junts                                                        | Junts                                                        | 395 429    | 1,60  | –             | 7             | 3             |
|                                         | Euskal Herria Bildu (EH Bildu)                               | Euskal Herria Bildu (EH Bildu)                               | 335 129    | 1,36  | 0,22          | 6             | 1             |
|                                         | Parti nationaliste basque (EAJ-PNV)                          | Parti nationaliste basque (EAJ-PNV)                          | 277 289    | 1,12  | 0,44          | 5             | 1             |
|                                         | Parti animaliste avec l'environnement (PACMA)                | Parti animaliste avec l'environnement (PACMA)                | 169 237    | 0,69  | 0,25          | 0             | en stagnation |
|                                         | Bloc nationaliste galicien (BNG)                             | Bloc nationaliste galicien (BNG)                             | 153 995    | 0,62  | 0,12          | 1             | en stagnation |
|                                         | Coalition canarienne (CCa)                                   | Coalition canarienne (CCa)                                   | 116 363    | 0,47  | –             | 1             | en stagnation |
|                                         | Candidature d'unité populaire (CUP)                          | Candidature d'unité populaire (CUP)                          | 99 644     | 0,40  | 0,62          | 0             | 2             |
|                                         | Union du peuple navarrais (UPN)                              | Union du peuple navarrais (UPN)                              | 52 188     | 0,21  | –             | 1             | 1             |
|                                         | Front ouvrier (FO)                                           | Front ouvrier (FO)                                           | 46 274     | 0,19  | Nv.           | 0             | en stagnation |
|                                         | Nouvelles Canaries (NCa)                                     | Nouvelles Canaries (NCa)                                     | 45 595     | 0,18  | –             | 0             | 1             |
|                                         |                                                              | Coalition Existe (TE-AE)                                     | 20 440     | 0,08  | en stagnation | 0             | 1             |
|                                         | Soria Maintenant (SY!)                                       | 9 697                                                        | 0,04       | Nv.   | 0             | en stagnation |               |
|                                         | Espagne vidée (EV)                                           | 5 472                                                        | 0,02       | Nv.   | 0             | en stagnation |               |
|                                         | Espagne vidée-Parti castillan-Terre du peuple (EV-PCAS-TC)   | 1 184                                                        | 0,01       | Abs.  | 0             | en stagnation |               |
| Total Espagne vidée (EV)                | Total Espagne vidée (EV)                                     | 36 793                                                       | 0,15       | 0,07  | 0             | 1             |               |
|                                         | Parti démocrate européen catalan - Espace CiU (PDeCAT-E CiU) | Parti démocrate européen catalan - Espace CiU (PDeCAT-E CiU) | 32 016     | 0,13  | –             | 0             | 4             |
|                                         | Recortes Cero-Grupo Verde (RECORTES CERO-GV)                 | Recortes Cero-Grupo Verde (RECORTES CERO-GV)                 | 23 421     | 0,09  | 0,05          | 0             | en stagnation |
|                                         | Por un Mundo más Justo (PUM+J)                               | Por un Mundo más Justo (PUM+J)                               | 23 290     | 0,09  | 0,02          | 0             | en stagnation |
|                                         | Union du peuple léonais (UPL)                                | Union du peuple léonais (UPL)                                | 23 201     | 0,09  | 0,05          | 0             | en stagnation |
|                                         | Parti communiste des travailleurs espagnols (PCTE)           | Parti communiste des travailleurs espagnols (PCTE)           | 18 218     | 0,07  | 0,02          | 0             | en stagnation |
|                                         | Autres partis                                                | Autres partis                                                | 88 761     | 0,36  | –             | 0             | 12            |
|                                         | Vote blanc                                                   | Vote blanc                                                   | 200 673    | 0,81  | 0,09          |               |               |
|                                         |                                                              |                                                              |            |       |               |               |               |
| Suffrages exprimés                      | Suffrages exprimés                                           | Suffrages exprimés                                           | 24 688 087 | 98,94 |               |               |               |
| Votes nuls                              | Votes nuls                                                   | Votes nuls                                                   | 264 360    | 1,06  |               |               |               |
| Total                                   | Total                                                        | Total                                                        | 24 952 447 | 100   | –             | 350           | en stagnation |
| Abstention                              | Abstention                                                   | Abstention                                                   | 12 517 011 | 33,41 |               |               |               |
| Inscrits/Participation                  | Inscrits/Participation                                       | Inscrits/Participation                                       | 37 469 458 | 66,59 |               |               |               |

### Sénat
|       |                                          |                                          |      |               |  |  |  |
| Parti | Parti                                    | Parti                                    | Élus | +/-           |  |  |  |
|       | Parti populaire (PP)                     | Parti populaire (PP)                     | 120  | 36            |  |  |  |
|       | Parti socialiste ouvrier espagnol (PSOE) | Parti socialiste ouvrier espagnol (PSOE) | 72   | 21            |  |  |  |
|       | Parti nationaliste basque (EAJ-PNV)      | Parti nationaliste basque (EAJ-PNV)      | 4    | 5             |  |  |  |
|       | Euskal Herria Bildu (EH Bildu)           | Euskal Herria Bildu (EH Bildu)           | 4    | 3             |  |  |  |
|       | Gauche républicaine de Catalogne (ERC)   | Gauche républicaine de Catalogne (ERC)   | 3    | 8             |  |  |  |
|       | Junts                                    | Junts                                    | 1    | 2             |  |  |  |
|       | Union du peuple navarrais (UPN)          | Union du peuple navarrais (UPN)          | 1    | en stagnation |  |  |  |
|       | Groupement socialiste gomérien (ASG)     | Groupement socialiste gomérien (ASG)     | 1    | en stagnation |  |  |  |
|       | Groupement indépendant d'El Hierro (AHI) | Groupement indépendant d'El Hierro (AHI) | 1    | 1             |  |  |  |
|       | Indépendant (IND)                        | Indépendant (IND)                        | 1    | 1             |  |  |  |
|       | Vox                                      | Vox                                      | 0    | 2             |  |  |  |
|       | Teruel Existe (TE)                       | Teruel Existe (TE)                       | 0    | 2             |  |  |  |
|       | Ciudadanos (Cs)                          | Ciudadanos (Cs)                          | 0    | 1             |  |  |  |
|       |                                          |                                          |      |               |  |  |  |
| Total | Total                                    | Total                                    | 208  | en stagnation |  |  |  |

## Analyse

Résultats par circonscription au Congrès

Résultats par communautés autonomes au Congrès

Le scrutin laisse le pays sans réel vainqueur. Bien qu'arrivé en tête avec une forte hausse, passant d'un cinquième à un tiers des suffrages, le Parti populaire (PP) mené par Alberto Núñez Feijóo échoue à obtenir une majorité suffisante pour gouverner, seul ou avec l'appui de son allié potentiel, Vox. Avec respectivement 137 et 33 sièges au Congrès des députés, soit un total de 170 sièges, les deux formations manquent de peu la majorité absolue au Congrès, fixée à 176 sièges. Alberto Núñez Feijóo aurait notamment fait les frais d'un positionnement ambigu vis-à-vis de Vox ainsi que d'une série de gaffes politiques dans la dernière ligne droite de la campagne, notamment en se trompant lors d'un entretien télévisé ou en boycottant le débat des principaux chefs de partis,. Au Sénat, le Parti populaire remporte plus de la moitié des sièges à pourvoir, et s'assure la majorité absolue grâce aux sénateurs désignés par les parlements régionaux. En cas de réédition de la coalition gouvernementale sortante, le PP aurait donc la possibilité de ralentir le processus législatif et budgétaire.
Malgré une campagne électorale réussie lui ayant permis de remonter dans les sondages et d'obtenir même une légère progression, le Parti socialiste ouvrier espagnol (PSOE) du président du gouvernement Pedro Sánchez ne parvient pas lui non plus à réunir une majorité, avec 121 sièges. L'appui de la Coalition Sumar se révèle par conséquent insuffisant à remplacer Unidas Podemos. Comparée à cette dernière qu'elle remplace sur l'échiquier politique, Sumar connait une baisse et obtient 31 sièges, soit un total de 152 pour les deux formations politiques,. La bonne résistance du PSOE s'explique notamment par le résultat du Parti des socialistes de Catalogne, qui s'impose pour la première fois depuis 2008 et apporte aux socialistes plus de 40 % des nouveaux suffrages conquis, ainsi que par ses bons scores en Communauté valencienne et dans le Pays basque, où il devance nettement le Parti nationaliste basque en voix et fait jeu égal avec lui en sièges.
Arrivé troisième, Vox réalise quant à lui une contre-performance. Après plusieurs élections nationales marquées par des hausses constantes et des succès aux élections communautaires de mai 2023 lui ayant permis d'intégrer les gouvernements menés par le PP dans la Communauté valencienne et en Estrémadure, le parti de Santiago Abascal essuie son premier recul,,. Soutenu par plusieurs dirigeants européens pendant la campagne, dont Viktor Orbán et Giorgia Meloni, le parti d’extrême droite a pâti du vote utile en faveur du PP, des polémiques provoquées par ses élus locaux, notamment en matière de censure de films et pièces de théâtre, ou encore de son refus de participer aux minutes de silence pour les victimes de violences machistes.
Le caractère par conséquent très serré du scrutin, qui voit les deux principaux blocs échouer de peu à obtenir la majorité, place les différentes petites formations nationalistes régionales en position de faiseurs de roi. Avec sept sièges chacun, les partis catalans Junts et la Gauche républicaine (ERC) se retrouvent ainsi en mesure de déterminer le vainqueur en fonction de leur soutien ou de leur abstention, tout comme les partis basques Euskal Herria Bildu (EH Bildu) et le Parti nationaliste basque (EAJ-PNV), qui obtiennent respectivement 6 et 5 sièges. Le soutien ou l'absence d'opposition des formations indépendantistes catalanes est cependant jugé très incertain en raison de la demande probable d'un référendum d'autodétermination pour la Catalogne, politiquement très risqué.
La perspective d'un blocage politique fait redouter un retour forcé aux urnes avec la convocation d'élections anticipées,.

## Suites

### Incertitude inédite
Au lendemain des élections, la cheffe de file de Junts, Míriam Nogueras, déclare que le soutien de son parti à Pedro Sánchez ne « sera pas offert gratuitement », et que Junts n'a pas pour objectif de garantir la stabilité politique de l’État espagnol, mais de faire de la Catalogne un pays indépendant. À l'inverse, le dirigeant d'EH Bildu, Arnaldo Otegi, annonce le 25 juillet que son parti apportera son soutien à Pedro Sánchez lors du vote d'investiture.
Dès le 24 juillet, Alberto Núñez Feijóo annonce qu'il a pris ou va prendre contact avec plusieurs formations politiques, dans l'objectif de trouver des accords lui permettant de former un gouvernement minoritaire, évoquant le Parti socialiste, l'Union du peuple navarrais (UPN), la Coalition canarienne (CC), le Parti nationaliste basque (EAJ-PNV) et Vox. Le soir-même de cette annonce, la direction du PNV déclare ne pas avoir l'intention d'ouvrir de dialogue avec le Parti populaire. Alberto Núñez Feijóo adresse, le 30 juillet un courrier à Pedro Sánchez, par lequel il requiert une rencontre pour voir comment le PSOE pourrait laisser le PP gouverner, revendiquant d'avoir remporté le scrutin. Le président du gouvernement répond, par le même canal, quelques heures plus tard au chef de l'opposition que tous deux se rencontreront une fois la XVe législature installée et que la présidence du gouvernement doit revenir à celui qui est en mesure de réunir le plus grand nombre de soutiens.
Le 31 juillet, Pedro Sánchez fait savoir dans une vidéo publiée sur Twitter qu'il a lui aussi l'intention de se présenter à l'investiture des députés. Si les deux chefs de file confirment, lors de leur entretien avec le roi, leur volonté de se soumettre au vote du Congrès, Felipe VI se trouvera dans une situation sans précédent depuis 1978, aucun texte ni aucune pratique ne déterminant la conduite à suivre pour désigner formellement le candidat.
Vox indique le 6 août, par la voix de Santiago Abascal, qu'il ne fait plus de sa participation au gouvernement une condition sine qua non de son soutien à l'investiture d'Alberto Núñez Feijóo. Il affirme ainsi vouloir avant tout éviter que Pedro Sánchez puisse gouverner avec le soutien des indépendantistes catalans, ce qui constituerait pour eux « une grave menace pour l'ordre constitutionnel et le vivre-ensemble ». Le coordonnateur général du PP, Elías Bendodo, affirme le lendemain que « cela change les règles du jeu », dans une allusion claire à l'EAJ-PNV, à laquelle celle-ci répond en rappelant sa position annoncée dès le 24 juillet de ne pas ouvrir de discussions pour favoriser l'investiture de Feijóo.
La socialiste Francina Armengol est élue à la présidence du Congrès le 17 août par 178 voix, grâce au soutien remarqué des sept députés de Junts. La candidature de cette ancienne présidente de la communauté autonome des îles Baléares, culturellement proche de la Catalogne, parlant elle-même couramment catalan, est perçue comme une main tendue par Pedro Sánchez à Carles Puigdemont. Ce dernier aurait ainsi accepté de revoir à la baisse ses exigences, renonçant à la tenue d'un référendum d’autodétermination et repoussant provisoirement la discussion sur l'amnistie des membres poursuivis après l'organisation illégale de celui de 2017. En retour, Pedro Sánchez annonce s'engager à tenter d'obtenir que le catalan, le basque et le galicien soient utilisés par les institutions de l'Union européenne au même titre que l’espagnol.

### Tentative d'investiture d'Alberto Núñez Feijóo

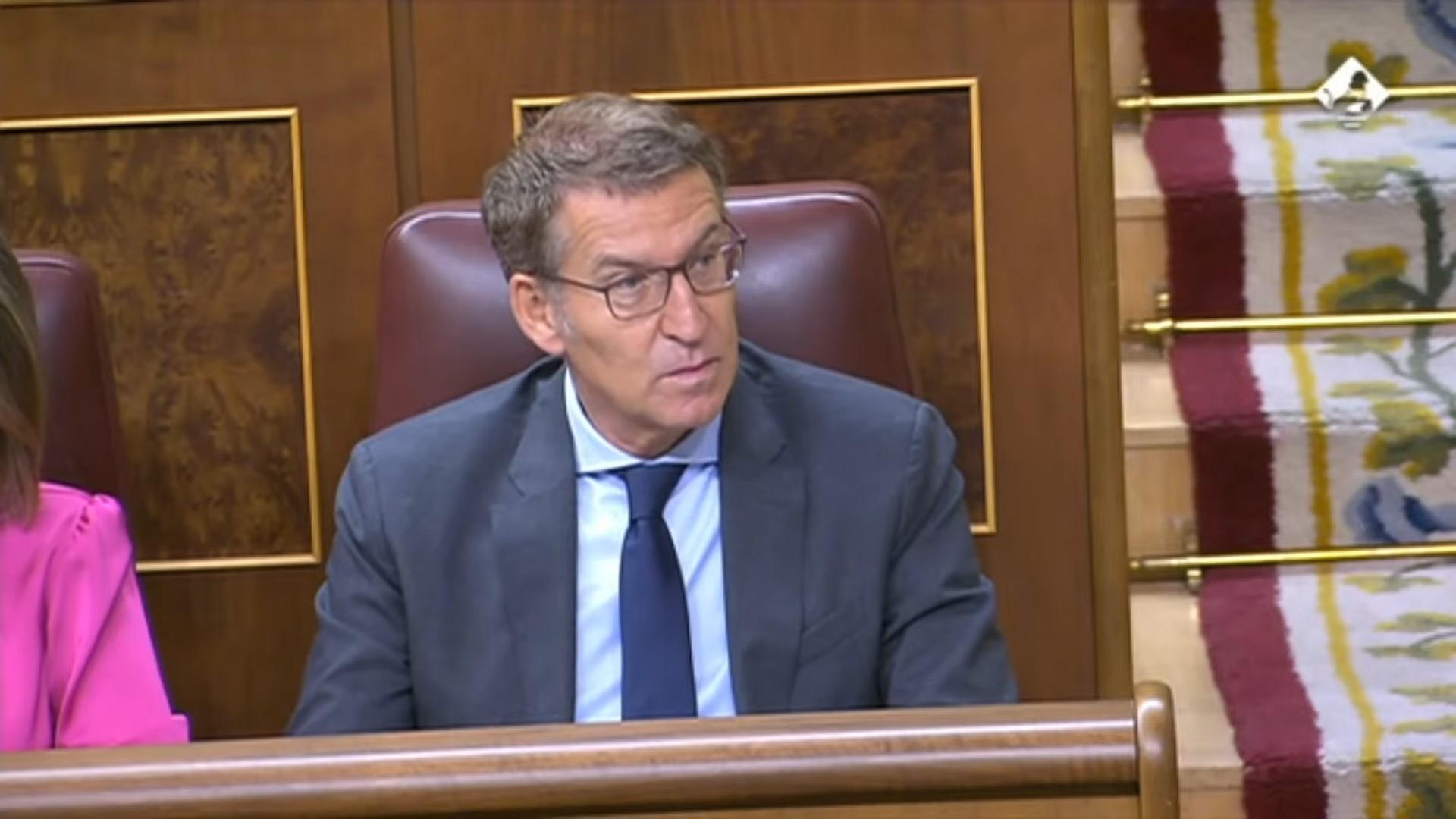
Alberto Núñez Feijóo le 27 septembre 2023, pendant son débat d'investiture.

Le 22 août, c’est finalement Alberto Núñez Feijóo que le roi Felipe VI propose en premier à la présidence du gouvernement. Face à cette situation inédite d'une double candidature, le roi déclare qu'une majorité parlementaire suffisante en faveur de Pedro Sánchez n'a pas pu être vérifiée pour justifier de déroger à la tradition de nommer en premier le dirigeant du parti arrivé en tête. Le roi s'était auparavant entretenu avec les représentants de chaque groupe politique pour s'enquérir du choix de leur soutien parlementaire, mais plusieurs groupes ne s'étant pas présentés, leur soutien lui était inconnu.
Après s'être entretenue avec Alberto Núñez Feijóo, Francina Armengol fixe le débat puis le vote d'investiture aux 26 et 27 septembre, avec un second vote — en cas d'échec lors du premier — le 29 septembre. Ainsi, si Alberto Núñez Feijóo échoue à remporter la confiance des députés et qu'aucun autre candidat n'y parvient, les nouvelles élections générales seront convoquées le 14 janvier 2024, après les fêtes de Noël, du Nouvel An et de l'Épiphanie,.
Le 5 septembre, Carles Puigdemont dévoile depuis Bruxelles les conditions posées par Junts pour accorder le soutien de ses sept députés à l'investiture d'un candidat : une loi d'amnistie pour les indépendantistes, la reconnaissance de la légitimité du mouvement indépendantiste, et la création d'un mécanisme de vérification de la mise en œuvre des accords conclus. En revanche, la tenue d'un référendum d'autodétermination — auquel il ne renonce pas comme objectif politique — n'en fait pas partie. Peu après, Alberto Núñez Feijóo indique qu'il renonce à discuter avec Junts au vu des conditions présentées par Puigdemont, alors qu'il s'était dit prêt une semaine plus tôt à discuter et négocier avec le parti indépendantiste, tout en refusant « les chantages ».
Le 26 septembre, Alberto Núñez Feijóo expose sa déclaration de politique générale devant le Congrès des députés, le journal El País la qualifiant d'aspiration à « l'investiture du chef de l'opposition ». Pour lui répondre, le PSOE dépêche à la tribune le député et ancien maire de Valladolid, Óscar Puente, en lieu et place de Pedro Sánchez, qui devient le premier président en affaires courantes à ne pas intervenir lors d'une session d'investiture. Lors du vote de confiance organisé le lendemain, la candidature du président du Parti populaire est repoussée par 172 voix pour et 178 voix contre. Le second vote, qui requiert la majorité simple, se tient 48 h plus tard et confirme le rejet de sa candidature, par 172 voix pour, 177 voix contre et 1 vote nul, celui d'un député de Junts ayant voté « oui » puis « non » à quelques secondes d'intervalle.

### Investiture de Pedro Sánchez
Quelques heures après l'échec d'Alberto Núñez Feijóo, Francina Armengol se rend au palais de la Zarzuela afin d'en informer formellement le roi, qui lui indique qu'il consultera de nouveau les forces politiques les 2 et 3 octobre. À l'issue de ces entretiens, Felipe VI désigne Pedro Sánchez comme candidat à l'investiture. Après que cette décision a été rendue publique par Francina Armengol, la maison du Roi publie un long communiqué justifiant la décision du souverain par les dispositions de la Constitution et la volonté exprimée par Pedro Sánchez.
Dès le lendemain, Pedro Sánchez rencontre Yolanda Díaz, et les deux responsables s'entendent pour accélérer les négociations entre le Parti socialiste et Sumar afin de conclure un accord de coalition avant la fin du mois d'octobre. Le PSOE annonce peu après la formation d'une commission de négociations de sept membres, dont font notamment partie les ministres María Jesús Montero, Félix Bolaños et Pilar Alegría, et que pour tous les sujets relatifs à la Catalogne, Pedro Sánchez sera pleinement coordonné avec le premier secrétaire du Parti des socialistes de Catalogne, Salvador Illa. Alors qu'il s'y refusait jusqu'à présent, Pedro Sánchez reconnaît pour la première fois le 6 octobre qu'il négocie avec les partis indépendantistes catalans une amnistie pour les personnes ayant participé au processus indépendantiste en Catalogne et mises en cause par la justice.
Dans le cadre de ses entretiens, Pedro Sánchez rencontre le 13 octobre au palais des Cortès pendant plus d'une heure une délégation de Bildu, devenant le premier président du gouvernement à poser pour une photo avec des représentants de la gauche indépendantiste basque autrefois liée à ETA alors que jusqu'ici, il déléguait les réunions avec Bildu à la direction du groupe parlementaire. La secrétaire générale du Parti populaire, Cuca Gamarra, dénonce « un jour noir pour la démocratie » tandis que l'Association des victimes du terrorisme évoque « une infamie » et « une trahison envers les victimes et les Espagnols ».

#### Accord avec Sumar
Le 24 octobre, Pedro Sánchez et Yolanda Díaz annoncent que le Parti socialiste et Sumar ont conclu un accord de coalition pour former ensemble le prochain gouvernement. Les deux responsables signent publiquement le pacte quelques heures plus tard, qui prévoit notamment une réduction du temps de travail à 37 h 30 hebdomadaires, quatre décennies après le passage aux 40 heures. Cet accord est ratifié lors d'un référendum interne par les militants socialistes, à 87,1 % avec 63 % de participation au sein du PSOE et à 85,4 % avec 61 % de participation au sein du PSC, soit dans des proportions assez similaires à la validation de l'accord de coalition avec Unidas Podemos en 2020.
Au sein de Sumar, la base d'Izquierda Unida (IU) approuve le pacte de coalition lors d'un vote interne sur trois jours, et dont les résultats dévoilés le 6 novembre montrent un soutien de 85,1 % des exprimés avec un taux de participation de 32 % des inscrits. Catalogne en commun (CatComù) indique, le 7 novembre, que ses militants ont ratifié l'accord de coalition par 95,2 % des suffrages exprimés. Le lendemain, la Coalition Compromís fait savoir que les militants des trois partis qui la composent — Més-Compromís, Initiative du peuple valencien et VerdsEquo du Pays valencien — ont validé eux aussi l'accord, par 88,8 % des voix et 85 % de participation à l'issue d'un scrutin de deux jours. Consultés entre le 11 et le 14 novembre, les militants de Podemos soutiennent à 86,1 % que leurs cinq députés votent pour l'investiture de Pedro Sánchez.

#### Accord avec les indépendantistes catalans

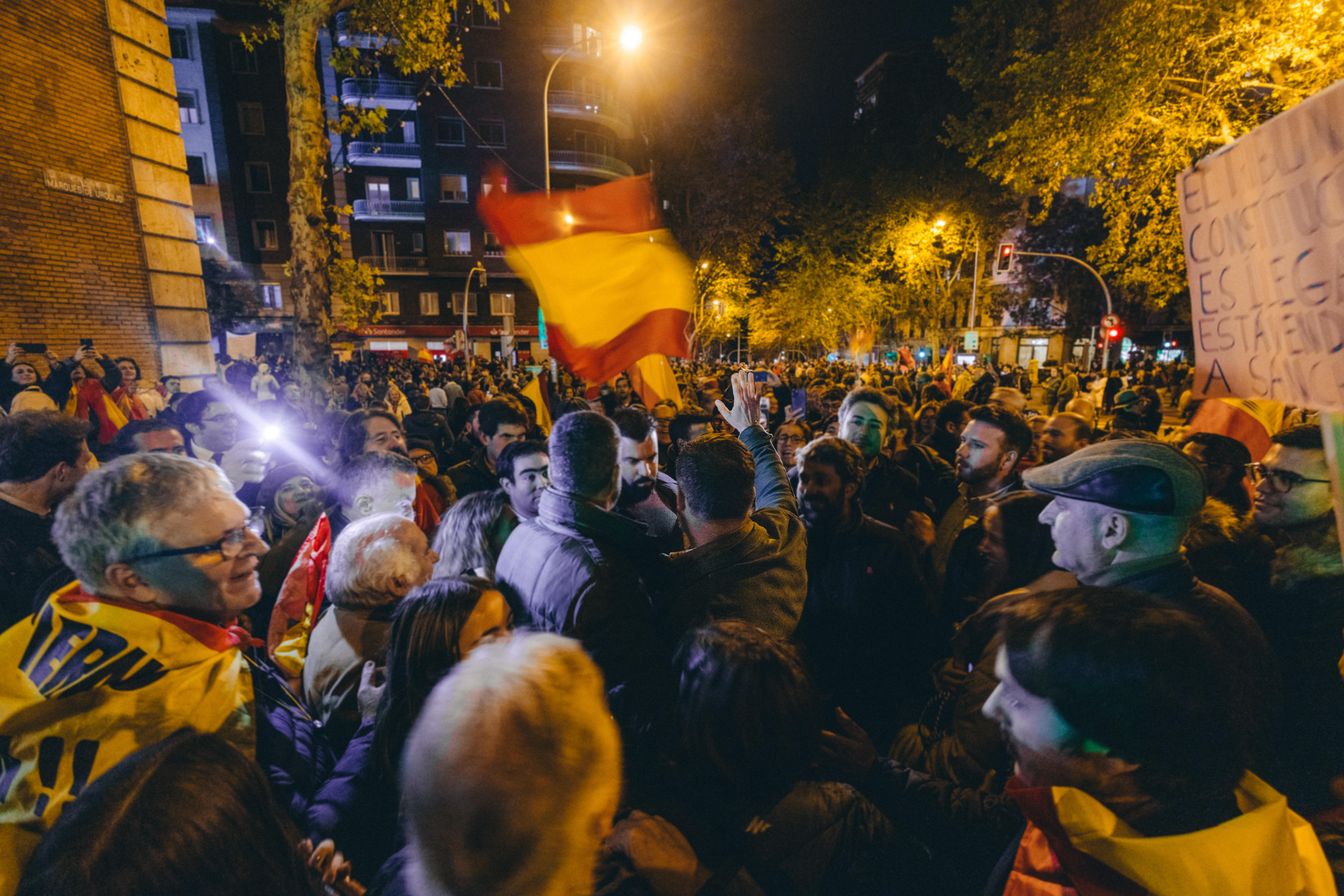
Manifestants opposés à l'accord d'amnistie réunis autour de Santiago Abascal le 6 novembre devant le siège du PSOE à Madrid

Quelques jours après s'être dit favorable à l'amnistie des personnes mises en cause par la justice pour avoir organisé le référendum sur l'indépendance de la Catalogne en 2017, une condition centrale des partis indépendantistes pour lui apporter leur soutien lors du vote d'investiture, le PSOE et la Gauche républicaine de Catalogne (ERC) concluent un pacte d'investiture prévoyant notamment le vote d'une loi d'amnistie, la cession intégrale des Rodalies de Catalunya de l'État à la généralité de Catalogne et une annulation de 20 % de la dette catalane vis-à-vis de l'État. Convoqués pour un référendum interne dès le lendemain, les militants d'ERC valident le pacte conclu avec le PSOE à 89 %, avec une participation de 43,6 %.
Le 9 novembre, le secrétaire à l'Organisation du PSOE, Santos Cerdán, et le secrétaire général de Junts, Jordi Turull signent, après plusieurs jours d'attente et de report, l'accord entre le Parti socialiste et Ensemble pour la Catalogne. Ce document prévoit une large amnistie, y compris dans les cas de guerre juridique, la mise en place d'un mécanisme de vérification de mise en œuvre de l'accord assumé par une personnalité internationale, et une négociation autour de la reconnaissance de la Nation catalane. Le conseil national de Junts donne son feu vert dès le lendemain, après quoi les militants valident à leur tour l'accord à l'issue d'un référendum interne organisé les 11 et 12 novembre, marqué par un taux de participation de 67 % et 86,2 % de votes positifs.
L'accord autour de la loi d'amnistie fait fortement réagir les partis de droite ainsi que l'électorat conservateur. À partir du début du mois de novembre, des rassemblements de protestation ont lieu tous les jours devant le siège national du PSOE, rue de Ferraz à Madrid. À l'appel du Parti populaire, des manifestations se tiennent le 12 novembre dans les capitales des 52 provinces d'Espagne, réunissant plusieurs centaines de milliers de personnes selon les chiffres des délégations du gouvernement. Le 18 novembre, un nouveau rassemblement autour de la place de Cybèle, à Madrid, réunit 170 000 personnes, dont Alberto Núñez Feijóo et Santiago Abascal, selon les données de la délégation du gouvernement,.

#### Accord avec les autres partis nationalistes
Le Parti socialiste et le Bloc nationaliste galicien (BNG) s'entendent le 3 novembre sur un accord permettant le vote favorable de l'unique député nationaliste galicien à l'investiture de Pedro Sánchez. L'entente entre les deux formations prévoit notamment la baisse du coût du péage sur les autoroutes AP-9 et AP-53 pour les utilisateurs très réguliers, la création d'un réseau de Cercanías dans les agglomérations Vigo/Pontevedra et La Corogne/Ferrol, et la création de nouveaux tribunaux spécialisés dans la violence contre les femmes à Saint-Jacques-de-Compostelle, Lugo et Orense. Le contrat entre les deux partis est signé le 6 novembre par la vice-secrétaire générale du PSOE, María Jesús Montero, et la porte-parole nationale du BNG, Ana Pontón.
Le Parti nationaliste basque conclut le 10 novembre un accord avec le Parti socialiste. Il engage le gouvernement espagnol à achever l'ensemble des transferts de compétences prévus par le statut d'autonomie du Pays basque mais pas encore réalisés, promeut le développement de la langue basque et organise un mécanisme de vérification de la mise en œuvre des engagements ainsi pris. Dans la mesure où ce pacte est signé par Pedro Sánchez et Andoni Ortuzar, ce dernier devient le seul dirigeant nationaliste à ratifier un accord d'investiture aux côtés du secrétaire général du PSOE. Quelques heures plus tard, le PSOE et la Coalition canarienne (CCa) s'entendent pour que l'unique députée nationaliste des Canaries vote elle aussi en faveur de l'investiture de Pedro Sánchez. L'entente, qui exclut expressément le soutien de la Coalition canarienne à la loi d'amnistie et comprend tout un programme destiné à l'archipel, est signée peu après par María Jesús Montero et le secrétaire à l'Organisation de la CCa, David Toledo.

#### Vote d'investiture

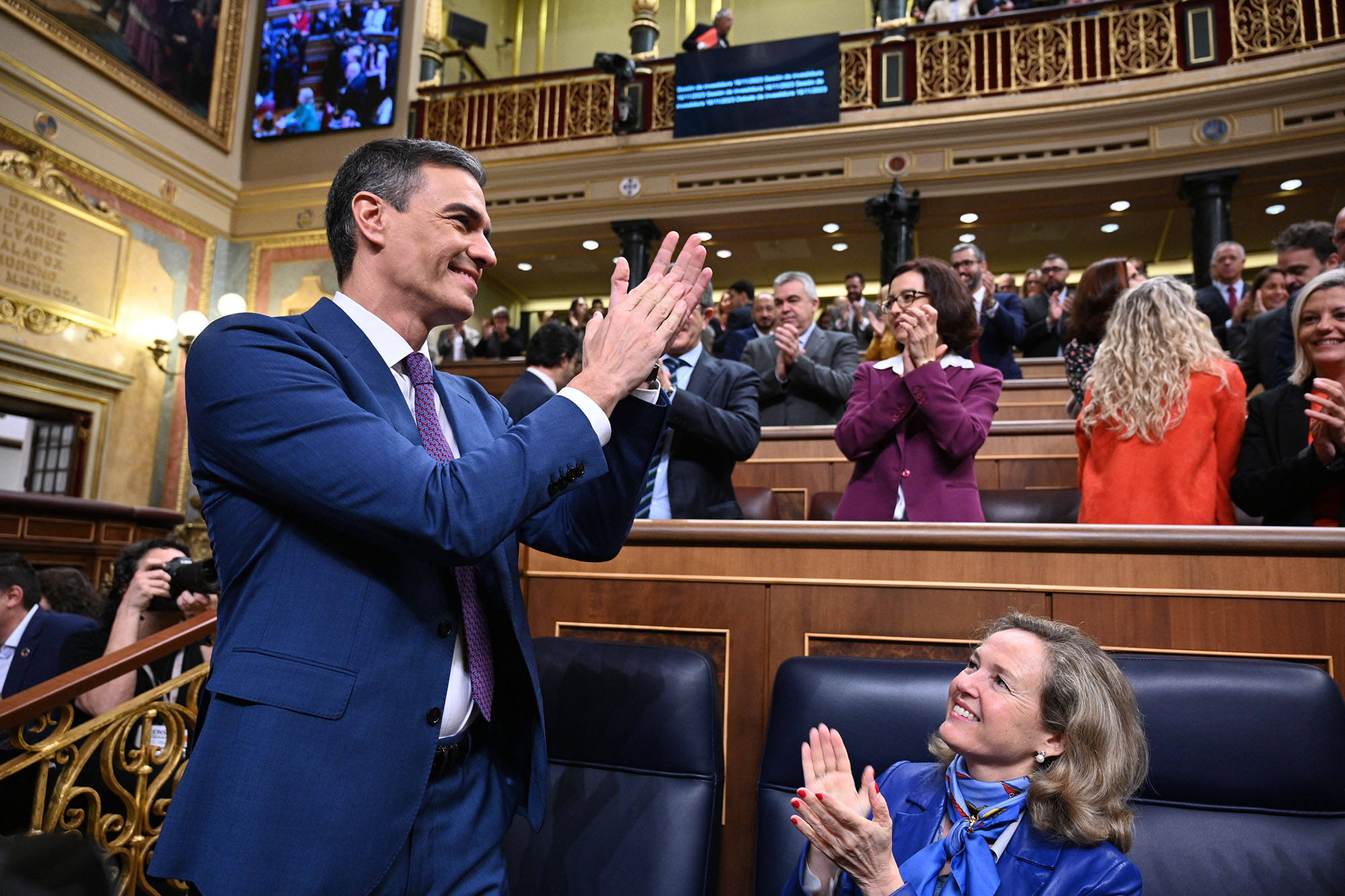
Pedro Sánchez applaudissant avec ses collègues socialistes après avoir reçu l'investiture le 16 novembre

La présidente du Congrès des députés, Francina Armengol, annonce le 13 novembre 2023 avoir convoqué le débat et le vote d'investiture de Pedro Sánchez les 15 et 16 novembre suivants. Le 16 novembre, celui-ci obtient effectivement l'investiture du Congrès par 179 voix pour et 171 voix contre dès le premier vote, 116 jours après la tenue des élections générales. Seuls le Parti populaire, Vox et l'Union du peuple navarrais s'opposent à sa candidature. C'est la première fois depuis Mariano Rajoy en 2011 qu'un candidat à l'investiture l'emporte à la majorité absolue.
Le 17 novembre, après que son décret de nomination a été publié au Bulletin officiel de l'État, Pedro Sánchez est assermenté par le souverain au palais de la Zarzuela en présence des présidents du Congrès, du Sénat, du Tribunal constitutionnel et du Conseil général du pouvoir judiciaire, ainsi que la ministre de la Justice. Il dévoile la composition de son gouvernement de 22 ministres le 20 novembre. Ceux-ci sont à leur tour assermentés, puis entrent en fonction, le lendemain.